# Bro landskommun, Värmland
Bro landskommun var en tidigare kommun i Värmlands län.

## Administrativ historik
Kommunen inrättades i Bro socken i Näs härad i Värmland när 1862 års kommunalförordningar trädde i kraft den 1 januari 1863.
Vid kommunreformen 1952 uppgick den i Värmlandsnäs landskommun som 1971 uppgick i Säffle kommun.

## Politik

### Mandatfördelning i Bro landskommun 1938-1946
| 8 | 2 | 8 | 2 |

| 19 |

| 11 | 7 | 2 |

| 18 |

| 10 | 2 | 8 |

| 19 |